# Патологическая физиология
Патофизиология — раздел медицины и биологии, изучающий закономерности возникновения, развития и исхода патологических процессов; особенности и характер динамического изменения физиологических функций при различных патологических состояниях организма.
Патофизиология является одной из основных медицинских дисциплин и обязательна для изучения в медицинских и ветеринарных вузах.
Общепринятым является разделение на общий и частный разделы патологической физиологии. Раздел общей патофизиологии включает в себя такие подразделы, как «общая нозология» и «учение о типовых патологических процессах». Раздел частной патофизиологии иначе называется патологическая физиология органов и систем.

## История возникновения
В 1542 году французский врач Жан-Франсуа Фернель в своей работе «De naturali parte medicinae» убедительно показал, что в возникновении болезни и в дальнейшем её развитии выявляется ряд абсолютно новых закономерностей, которым однако не подчинялась жизнедеятельность здорового организма. В связи с этим автор выделил такую область медицины, которая изучала особенности жизнедеятельности «заболевшего» организма. Данную область автор назвал «патология».
В 1791 году вышел труд Августа Фридриха Геккера «Grundriss der Physiologia pathologica» («Основы патологической физиологии»), с выходом которого данная область медицины претерпела значительные изменения.
В 1878 году было издано первое в мире крупное руководство по патологической физиологии, написанное для студентов императорского Казанского Университета отечественным физиологом и патологом Виктором Васильевичем Пашутиным — «Лекции по общей патологии (патологической физиологии)», а в 1881 году, уже после переезда автора в Петербург, вышла вторая часть лекций — «Патология систем тела».
В 1893 году вышел учебник по патологической физиологии «Grundriß der allgemeinen klinischen Pathologie» (позже известный как Pathologische Physiologie) немецкого врача и физиолога Лудольфа Креля, который заложил научные основы клинической медицины.
Как самостоятельное направление науки в России патологическая физиология оформилась в XIX веке. Основоположниками патологической физиологии в России являются А. И. Полунин, А. Б. Фохт и В. В. Пашутин.

## Изучаемые вопросы
1. Нозология — учение о болезни как о явлении, которое изучает само понятие заболевания; включает классификацию болезней по группам на основании схожести этиологии и патогенеза.
2. Общая патологическая физиология — изучаются типовые патологические процессы, их этиология, патогенез, классификация, варианты исходов, а также клинико-морфологическая характеристика.
3. Частная патологическая физиология — изучает типовые патологические процессы, протекающие в организме при конкретной патологии органов и систем органов. Также изучаются механизмы возникновения, течения и исходов наиболее распространённых нозологических единиц.

## Методы
1. Экспериментальное моделирование с использованием живых организмов, например методы физиологической хирургии на животных моделях;
2. Моделирование in vitro (висцеральные организмы, клеточные тест-системы, и т. д.);
3. Компьютерное моделирование, в том числе молекулярное моделирование, биоинформатика;
4. Теоретический анализ, в том числе систематические обзоры, в том числе методы теоретической хирургии;
5. Клиническое исследование (рандомизированные контролируемые исследования);
6. Статистический анализ, в том числе проведение метаанализа.